# Mojot svet
Mojot svet är en låt framförd av Karolina Goceva. Den är skriven av Grigor Koprov och Ognen Nedelkovski.
Låten var Makedoniens bidrag i Eurovision Song Contest 2007 i Helsingfors i Finland. I semifinalen den 10 maj slutade den på nionde plats med 97 poäng vilket kvalificerade bidraget för finalen den 12 maj. Där slutade det på fjortonde plats med 73 poäng.